# Сибила Луиза фон Валдек-Вилдунген
Сибила Луиза фон Валдек-Вилдунген (на немски: Sybille Louise von Waldeck-Wildungen; * 28 януари 1625, Валдек; † 4 октомври 1665) е графиня от Валдек-Вилдунген и чрез женитба фрайин на Еферен (днес част от град Хюрт в Северен Рейн-Вестфалия, близо до Кьолн).

## Произход
Тя е дъщеря на граф Христиан фон Валдек-Вилдунген (1585 – 1637) и съпругата му графиня Елизабет фон Насау-Зиген (1584 – 1661), дъщеря на граф Йохан VII (II) фон Насау-Зиген и втората му съпруга графиня Магдалена фон Валдек-Вилдунген.
Луиза фон Валдек умира на 4 октомври 1665 г. на 40 години.

## Фамилия
Сибила Луиза фон Валдек-Вилдунген се омъжва на 13 юни 1647 г. за фрайхер Йобст Герхард (Лудвиг) фон Еферен-Хал († между 5 ноември 1670 и 19 декември 1673), син на полковник Адолф Дитрих фон Еферен-Хал († 17 септември 1631) и Катарина фон Гоер († 10 март 1670). Те имат седем деца:
- Кристиан Адолф фон Еферен († 1698), женен 1641 г. за Сара
- Лудвиг Ернст
- Йосиас Зигизмунд

- Герхард Клаус († пр. 1726)
- София Луция
- Катарина
- Шарлота Доротея (* 1663; † 23 април 1733, омъжена за Августин Щойбе († 1737)

Нейният съпруг се жени сл. 13 юни 1647 г. втори път за Анна Амалия фон Бентхайм-Бентхайм (* ок. 1650; † 8 май 1668).